# Bruno Filippi

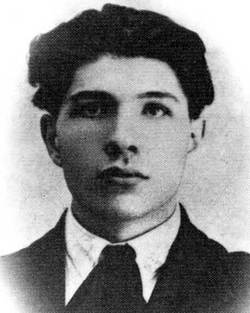
Bruno Filippi

Bruno Filippi (Livorno, Itália 30 de março de 1900 – Milão, 07 de setembro de 1919), era um anarquista individualista, escritor e ativista italiano, que colaborou na revista anarquista individualista italiana Iconoclasta! ao lado de Renzo Novatore.

## Vida
Filippi nasceu em uma família grande, o primeiro de seis irmãos, e seu pai era um tipógrafo. Sua família se mudou para Milão quando ele ainda era uma criança e, em 1915, ele teve problemas com as forças policiais locais. Nesse mesmo ano, Filippi foi preso durante uma manifestação antimilitarista por portar uma arma descarregada.
Quando ainda era um adolescente, descobriu a filosofia de Max Stirner, à qual posteriormente aderiu. 
Filippi foi um colaborador regular da revista italiana anarquista individualista Iconoclasta! onde trabalhou ao lado do famoso anarquista individualista Renzo Novatore. Em 1920, os editores do jornal imprimiram um livreto com muitos de seus artigos intitulado Escritos Póstumas de Bruno Filippi.
Filippi morreu no dia 7 de setembro de 1919, quando levava uma bomba ao café Biffi, na Galleria Vittorio Emanuele, local de encontros da burguesia milanesa.
Renzo Novatore escreveu um artigo dedicado a ele chamado "In The Circle of Life. Em memória de Bruno Filippi." No artigo, Novatore afirma que Filippi "imolou-se num abraço fecundo com a morte porque ele amava loucamente a vida".

## Legado
Na década de 1970, o anarquista italiano Belgrado Pedrini criou, ao lado de outros militantes anarquistas, o "Circolo Anarchico Bruno Filippi", situado em Carrara. Em 1978, Pedrini reeditou os escritos de Filippi sob o título Iconoclasta.
O anarquista norte-americano Wolfi Landstreicher traduziu alguns de seus escritos em inglês, em uma coleção intitulada The rebel's dark laughter: the writings of Bruno Filippi (A risada sombria do rebelde: os escritos de Bruno Filippi). Nesta coletânea, Landstreicher citando Filippi "Seus ensaios, contos e poemas em prosa não mostram misericórdia para qualquer dominação ou submissão de qualquer forma, e ele era tão duro em sua avaliação dos escravos que se resignavam-se à sua escravidão como para os mestres dos explorados e oprimidos. Em 1919, quando houve uma revolta na Itália, Filippi estava lá fora a lutar contra o inimigo ".
Em 2004, Francesco Pellegrino publicou em homenagem a Bruno, Libertà estrema. Le ultime ore dell'anarchico Bruno Filippi